# نيكول-رين لوبوت
نيكول رين-لوبوت (بالفرنسية: Nicole-Reine Lepaute)، الاسم قبل الزواج: إيتابل دو لا بريير، والمعروفة خطًا باسم هورتينس لوبوت، (5 يناير 1723-6 ديسمبر 1788) هي عالمة فلك وحاسِبة فرنسية. عملت لوبوت مع ألكسيس كليروت وجيروم لالاند في حساب تاريخ عودة مذنب هالي. تشمل مآثرها الفلكية الأخرى حساب كسوف الشمس في عام 1764 وإنتاج الروزنامات منذ عام 1759 حتى عام 1783. كانت أيضًا عضوًا في أكاديمية بيزييه العلمية.
سُمِّي الكويكب لوبوت 7720 على شرفها، وكذلك الحفرة القمرية لوبوت.

## بداية الحياة المهنية: الرياضيات وصناعة الساعات
منحها زواجها حرية ممارسة مهارتها العلمية. درست علم الفلك والرياضيات، في نفس الوقت الذي كانت تحافظ فيه على حسابات الأسرة، و«لاحظت، وحسبت، ووصفت اختراعات زوجها».
قابلت جيروم لالاند، الذي عملت معه لمدة ثلاثين عامًا، في عام 1753 عندما استُدعي كممثل للأكاديمية الفرنسية للعلوم لتفقد عمل زوجها على رقاص (نوّاس) من نوع جديد. عمل الثلاثة معًا على كتاب بعنوان أطروحة في صناعة الساعات نُشر في عام 1755 تحت اسم زوجها. لم تحصل لوبوت على حق التأليف، فمدحها لالاند في وقت لاحق قائلًا: «حسبت السيدة لوبوت لهذا الكتاب جدولًا لأعداد التذبذبات للنواسات ذات الأطوال المختلفة، أو أطوال كل عدد معين من الاهتزازات، من تلك التي يبلغ طولها 18 خطًا، والتي تنتج 18 ألف ذبذبة في الساعة، إلى تلك التي تبلغ 3000 فرسخ».

## مذنب هالي
عملت لوبوت في يونيو 1757 مع جيروم لالاند وألكسيس كليروت في حساب تاريخ العبور التالي لمذنب هالي، والذي شوهد آخر مرة في عام 1682. لم يستطع إدموند هالي (مكتشف المذنب) حساب تاريخ العودة بدقة بعد «نهاية العام 1758 أو بداية العام الذي يليه»، بسبب جاذبية كوكب المشتري وزحل على المذنب، مما تسبب في مسألة ثلاثية الأجسام التي لم يمكن أن «تُحل في ذلك الوقت، والتي وجد كليروت حلًا لها مؤخرًا».
قسّم كليروت ولالاند ولوبوت الحسابات بينهما لحل تلك المسألة وعملوا بالتوازي، فركزت لوبوت ولالاند على جاذبية المشتري وزحل، بينما حسب كليروت مدار المذنب نفسه. عمل الفريق لأكثر من ستة أشهر متواصلة من أجل تحديد موعد قبل وصول المذنب، ولم يتوقفوا عن العمل ليلًا نهارًا. أعطى الفريق في نوفمبر 1758 مدة شهرين لتاريخ وصول المذنب إلى الحضيض، بين 15 مارس و15 مايو، وتركزت في حوالي 3 أبريل 1759. انتهى الأمر بوصول المذنب في 13 مارس 1759.
واجه الفريق خطًا في التوقيت مقداره بضعة أيام، وذلك على الرغم من اعتباره تحسنًا بمقدار عشرة أضعاف مقارنة عن فترة السنتين الأولية لهالي، فتسبب ذلك في سخرية عالم الفلك جان دالمبير من عملهم ووصفه بأنه «مرهق أكثر مما هو عميق».
لم يُعترف بمشاركة لوبوت كثيرًا، ولكن لالاند أقر بعملها في نظرية المذنب، وأصر على أنه لم يكن بإمكانهم إجراء الحسابات بدونها. أزال كليروت أي ذكر لها من الكتاب الذي نشره في عام 1760 بعنوان نظرية حركة المذنبات، وقيل إنه فعل ذلك ليرضي امرأة أخرى.

## إنجازات رياضية لاحقة
أصبح لالاند مسؤولًا عن كتاب معرفة الأوقات في عام 1759، وهو تقويم فلكي نشرته أكاديمية العلوم، وعين لوبوت مساعدة له. أجرت لوبوت حسابات من خطط الحوسبة التي أعدها لالاند حتى عام 1774، وقدمت مساهمات مختلفة في التقويم، بما في ذلك الحسابات على مذنب 1762، بالإضافة إلى جدول للتزيح (اختلاف المنظر).
عملت لوبوت بعد ذلك على التقويم الفلكي، وهي أدلة سنوية لعلماء الفلك والملاحين. حسبت موقع زحل لكل يوم من أيام السنة منذ عام 1775 حتى عام 1784 للمجلد السابع من الكتاب، الذي نُشِر في عام 1774؛ وحسبت بنفسها المواقع اليومية للشمس والقمر والكواكب بين عامي 1785 و1792 للمجلد الثامن الذي نُشر في عام 1784. 
حسبت لوبوت أيضًا في عام 1762 الوقت الدقيق للكسوف الحلقي للشمس الذي حدث في 1 أبريل 1764؛ ونشرت خريطتين باسمها الخاص أظهرتا مدى الكسوف، واحدة فوق أوروبا، والتي أظهرت عبور الكسوف في فواصل زمنية مدتها 15 دقيقة، والأخرى التي فصّلت مراحل الكسوف المتتالية فوق باريس.
لم يُقدَّر عملها كثيرًا، ولم تحصل على أي مكافأة، على الرغم من أهميته. استمرت لوبوت في العمل مع لالاند لمدة خمسة عشر عامًا كحاسبة، بينما أصبح هو استاذًا في علم الفلك ومدير مرصد باريس. أصبحت لوبوت عضوًا في الأكاديمية العلمية المتميزة في بيزييه في عام 1761، والتي حسبت لها التقويم الفلكي لعبور كوكب الزهرة ذلك العام. اعترف لالاند بعملها دائمًا، وكتب بعد وفاتها سيرة ذاتية مختصرة عن مساهماتها في علم الفلك في كتابه بعنوان ببليوغرافيا فلكية.
أثر عملها في العمليات الحسابية على مدار ثلاثين عامًا على بصرها لدرجة أنها اضطرت إلى التوقف عن العمل في عام 1783.

## الحياة الشخصية

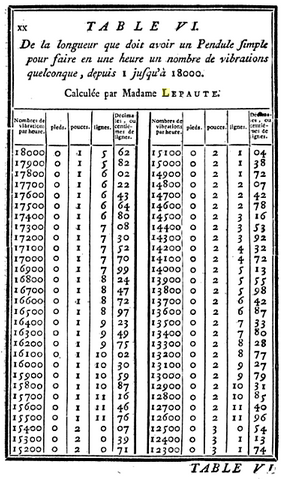
حسابات قامت بها لوبوت لأطروحتها في صنع الساعات

لم تنجب لوبوت أطفالًا، فتبنت ابن شقيق زوجها جوزيف لوبوت داغيليت في عام 1768، ودربته في علم الفلك والرياضيات المتقدمة، والتي أدرجها لالاند في مساهماتها في علم الفلك. سافر جوزيف جنوبًا إلى تيرا أستراليس في عام 1773، وأصبح أستاذًا للرياضيات في المدرسة العسكرية بباريس، وجُنِّد في الأكاديمية الملكية الفرنسية للعلوم في عام 1785. توفي جوزيف غالبًا في غرق سفينة خلال رحلة استكشافية علمية بقيادة جان فرانسوا دو لابيروز في عام 1788.
أمضت نيكول لوبوت السنوات السبع الأخيرة من حياتها تعتني بزوجها المريض حتى وفاتها في باريس في أبرشية سانت روش في 6 ديسمبر 1788.